# Zbyšek Sion
Zbyšek Sion (* 12. dubna 1938, Polička) je český malíř a grafik, představitel české strukturální abstrakce a imaginativní a iluzivní malby.

## Život
Zbyšek Sion prožil dramatické dětství v době druhé světové války a byl přímým svědkem válečných hrůz. Jeho otec byl na počátku války zatčen gestapem a roku 1944 zahynul v německém vězení. Z doby války pochází také iniciační zážitek s kresbou idylické krajiny místního malíře Josefa Václava Síly, potřísněnou mozkem německého vojáka během přestřelky s partyzány.
V Poličce působil jako ředitel muzea historik umění a Sionův bratranec Otakar Aleš Kukla, který mu půjčoval literaturu o výtvarném umění..
Roku 1953 začal Sion studovat na brněnské Vyšší škole uměleckého průmyslu (prof. Jan Brukner, prof. Otakar Zemina), kde se spřátelil s Antonínem Tomalíkem a spolu s ním roku 1957 nastoupil do roční přípravky na Výtvarné škole v Praze k Jaroslavu Vodrážkovi. V letech 1958–1964 studoval AVU u profesorů Karla Součka a Jiřího Horníka. Podobně jako u celé generace jeho současníků, mimoškolní tvorba a schůzky ve společenství kolem připravované skupiny Konfrontace však byly pro Sionův malířský vývoj významnější. Na mikulášském večírku na AVU v roce 1958, kde hráli Šmidrové, se seznámil s Koblasou, Neprašem a Dlouhým a v roce 1960 také s klasiky české poválečné abstrakce - Boudníkem, Piesenem a Medkem.
Spolu s Antonínem Tomalíkem se Sion představil na jednodenní neveřejné výstavě Konfrontace II v ateliéru Aleše Veselého. Za účast na neoficiálních výstavách hrozilo vyloučení ze studia, a proto organizátoři prvních výstav strukturální abstrakce ve Varšavě (1962) a v Nové síni (Výstava D, 1963) studenty nepřizvali. V době výstavy Konfrontace III v Alšově síni roku 1965, které se zúčastnil, již Zbyšek Sion směřoval k jinému výrazu.
Poprvé samostatně vystavoval v Ústí nad Orlicí roku 1966 a v následujícím roce v Praze (Divadlo za branou) a v Oblastní galerii v Liberci. V 60. letech se zúčastnil významných přehlídek českého moderního výtvarného umění v Československu (kongres AICA, Phases). i v zahraničí (Turín, Dortmund, Paříž).
V letech 1958–1962 Zbyšek Sion patřil k zakladatelům spolku známého později jako Křižovnická škola čistého humoru bez vtipu (spolu se Zdeňkem Beranem, Antonínem Tomalíkem a Antonínem Málkem). Z hospody U Křižovníků se společnost po roce 1967 přesunula do hospody U Svitáků a sehrávala významnou roli během normalizace až do vzniku Charty 77. V době normalizace byl Sion mimo jiné zaměstnán jako čerpač v podniku Stavební geologie Praha (1974-75). Až do roku 1990 neměl žádnou autorskou výstavu doma, ale byl zastoupen na některých skupinových výstavách v zahraničí (Düsseldorf, Padova, Konstanz) a v regionálních galeriích. V roce 1973 a 1977 uspořádal výstavy pro přátele ve svém sklepním ateliéru na Vinohradech.
Po roce 1989 byl jmenován docentem v ateliéru malby na AVU, zúčastnil se sympozia věnovaného informelu (1991) a byl zastoupen na významné výstavě Český informel - průkopníci abstrakce z let 1957–1964. Roku 1993 se uskutečnily retrospektivní výstavy Zbyška Siona v Roudnici, Praze (GVŠ) a Domě umění v Ostravě. Roku 1996 měl velkou retrospektivní výstavu v Rudolfinu.
Do roku 2016 žil a pracoval v Jeseniově ulici 37 v Praze na Žižkově, poté se přestěhoval do rodného domu v Poličce.

## Dílo

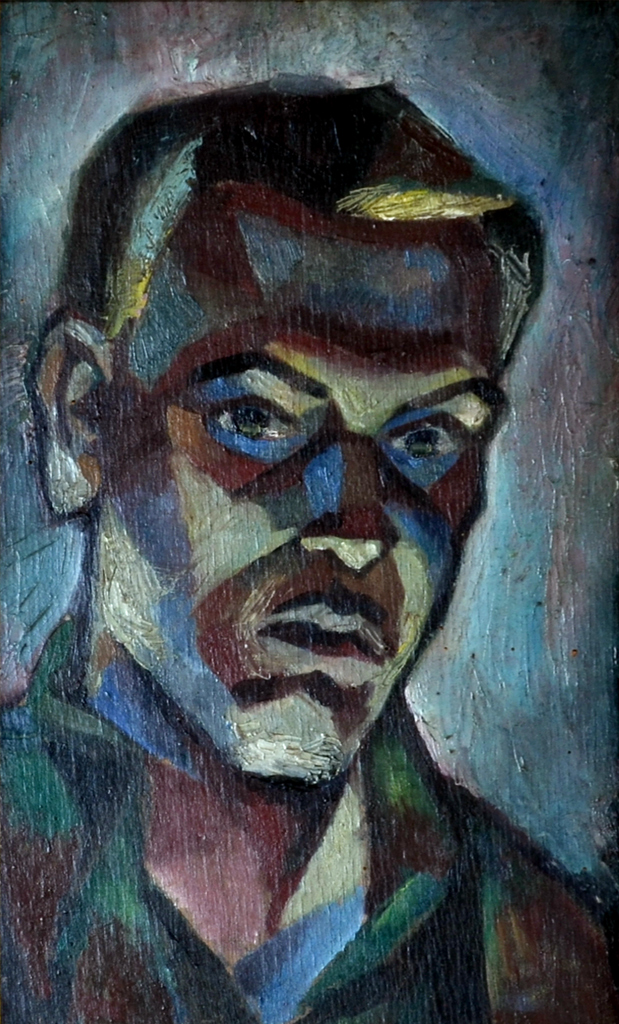
Zbyšek Sion, Autoportrét (1958)

Sion je malířem existenciálně akcentovaného tragického pocitu i drsně až krutě vyostřené grotesky
Pro Zbyška Siona byla vždy významným inspiračním zdrojem literatura. Ještě před vstupem na AVU četl Strindberga a Kafku a zkoušel ilustrovat Dostojevského Zločin a trest.
Mladé adepty AVU přitahovala temnosvitná barokní malba. V Sionově raných kresbách ze studentských let dominuje čerň a vedle hospodských scén se jako nejčastější motivy uplatňují lebky, kruciﬁxy a smutné introvertní autoportréty. („Já jsem byl Hamlet..., v tomto věku, kdo nebyl'?“) Období tuhého stalinského režimu konce 50. let, plné beznaděje a nových úzkostí, reflektují i Sionovy temně existenciální verze koupání, starozákonní motivy a scény Ukřižování, tematizující situace utrpení a oběti (1958).
Po návštěvě brněnské výstavy Zakladatelé moderního umění roku 1957 se v jeho kresbách objevuje volnější stylizace a na cestě k moderní malbě sahá pro inspiraci ke Kubištovi, expresionismu a prekubismu. Hledání abstraktního výrazu bylo společné celé skupině výtvarníků, se kterými se stýkal, a bylo reakcí na oficiální protežování a vnucování tzv. socialistického realismu.

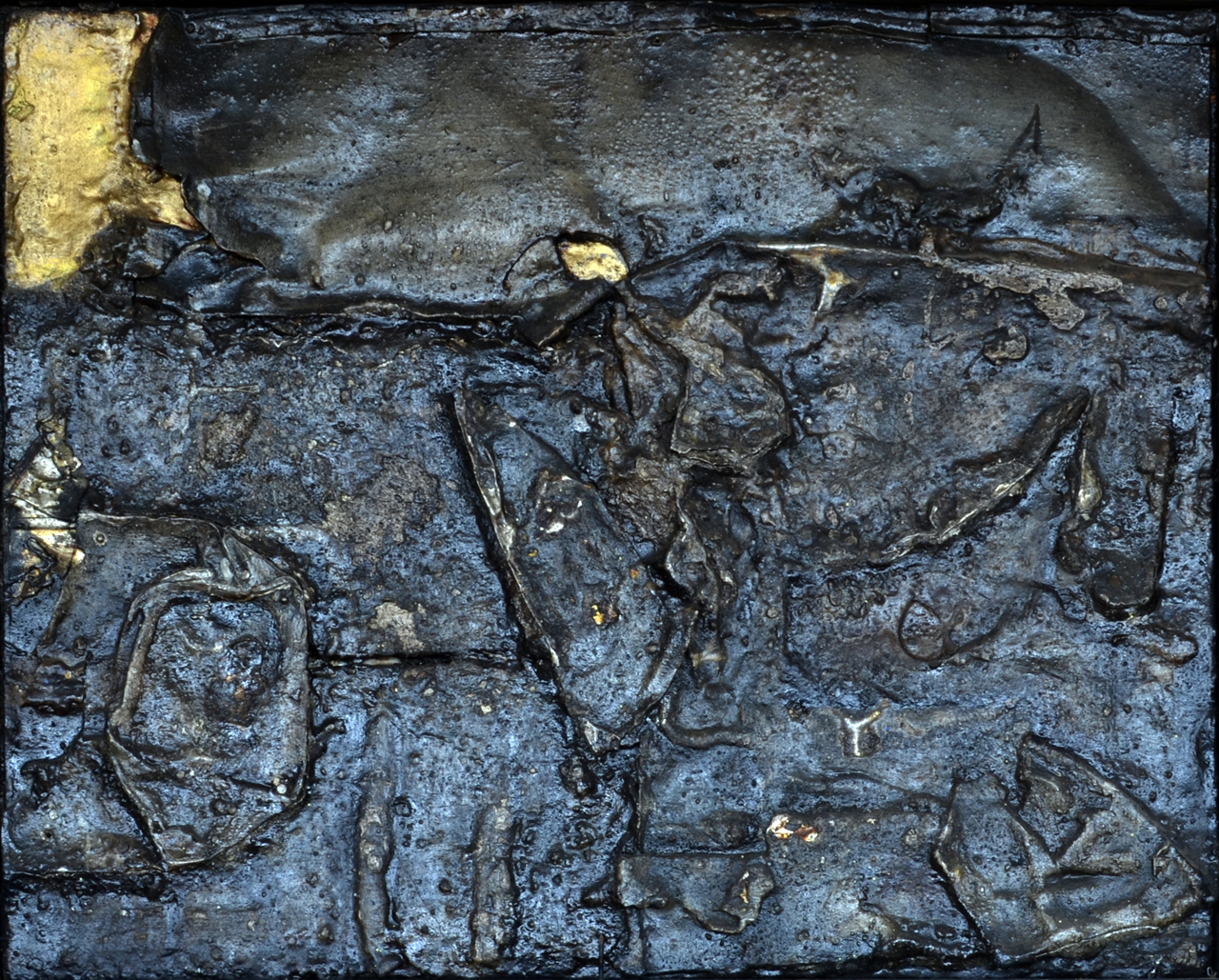
Zbyšek Sion, Bez názvu (1961), reliéfní kompozice

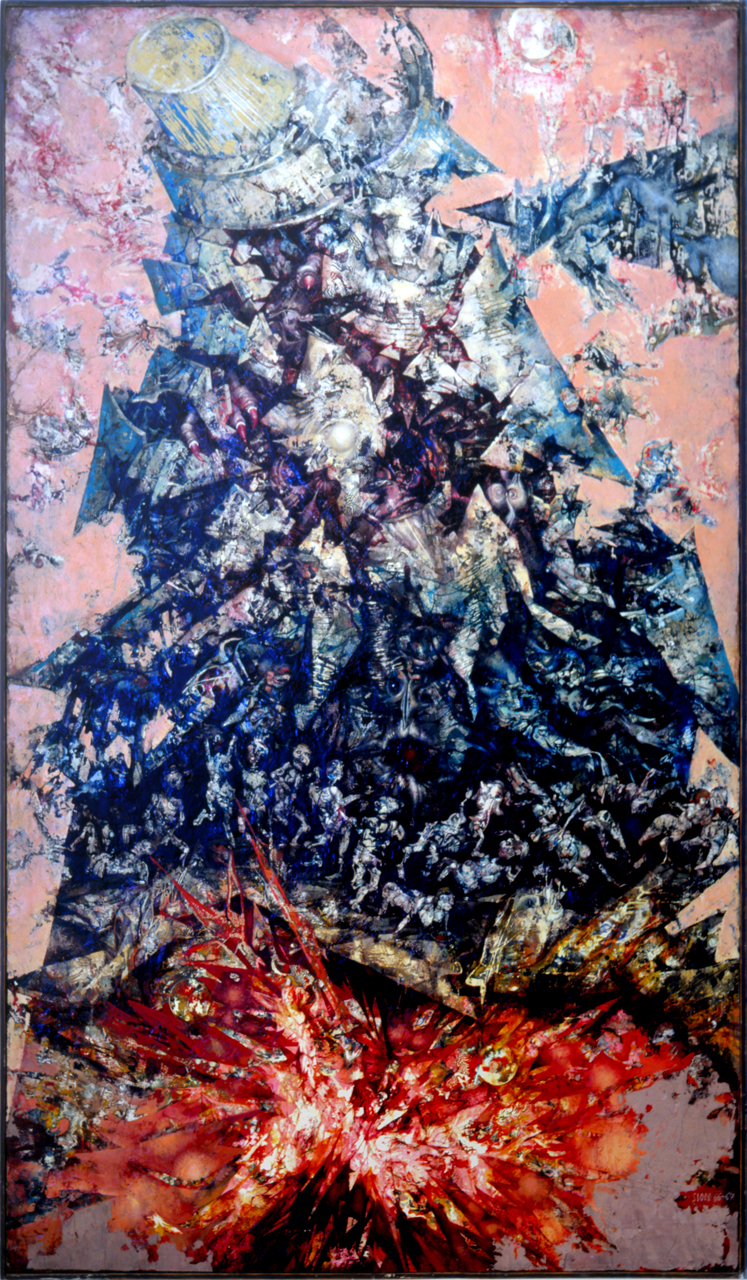
Zbyšek Sion, Pád věže (1966-67)

Sionův přechod k radikální abstrakci v cyklu lebek a hlav z roku 1959 vyvrcholil Veraikonem, kde se již vazba na realitu zcela vytrácí. Od konce roku 1959 pak Sion tvořil nezobrazující kompozice, gestické kresby a pastózní kvaše, v nichž převažuje čerň (Bez názvu, Návštěvník, Sen o Benátkách). Roku 1960 soubor jeho privátních děl, která vznikla na koleji AMU (Hradební 7), viděli Jiří Kolář a Mikuláš Medek.
Ve školních obrazech převažovala figurální témata a krajiny, ale doma od roku 1960 vytvářel cyklus Pod horizontem, kde experimentoval s akční malbou, pracoval s nemalířskými prostředky a technikami, kombinoval tuš a kvaš s kolážovanými útržky novin, akrylátovým lakem, pískem a jinými materiály (Pod horizontem, koláž, kvaš, papír, 1960, OG Liberec, 1963, GU Karlovy Vary, Studie struktury, 1961, GMU Roudnice). Vrstvením, prorýváním a propalováním různorodých hmot vznikaly temné erupce barev a tvarů a obrazy, které odpovídaly jeho generačnímu pocitu a vnitřnímu prožívání skutečnosti.
Mezi lety 1962-63 se Sion vrací k barvě a tvoří paralelně abstraktní i figurální kompozice (Modrá struktura, Paridův soud) a zároveň vytváří svůj osobitý expresivní rukopis i složitou kompoziční stavbu, která vychází z bravurní kresby.

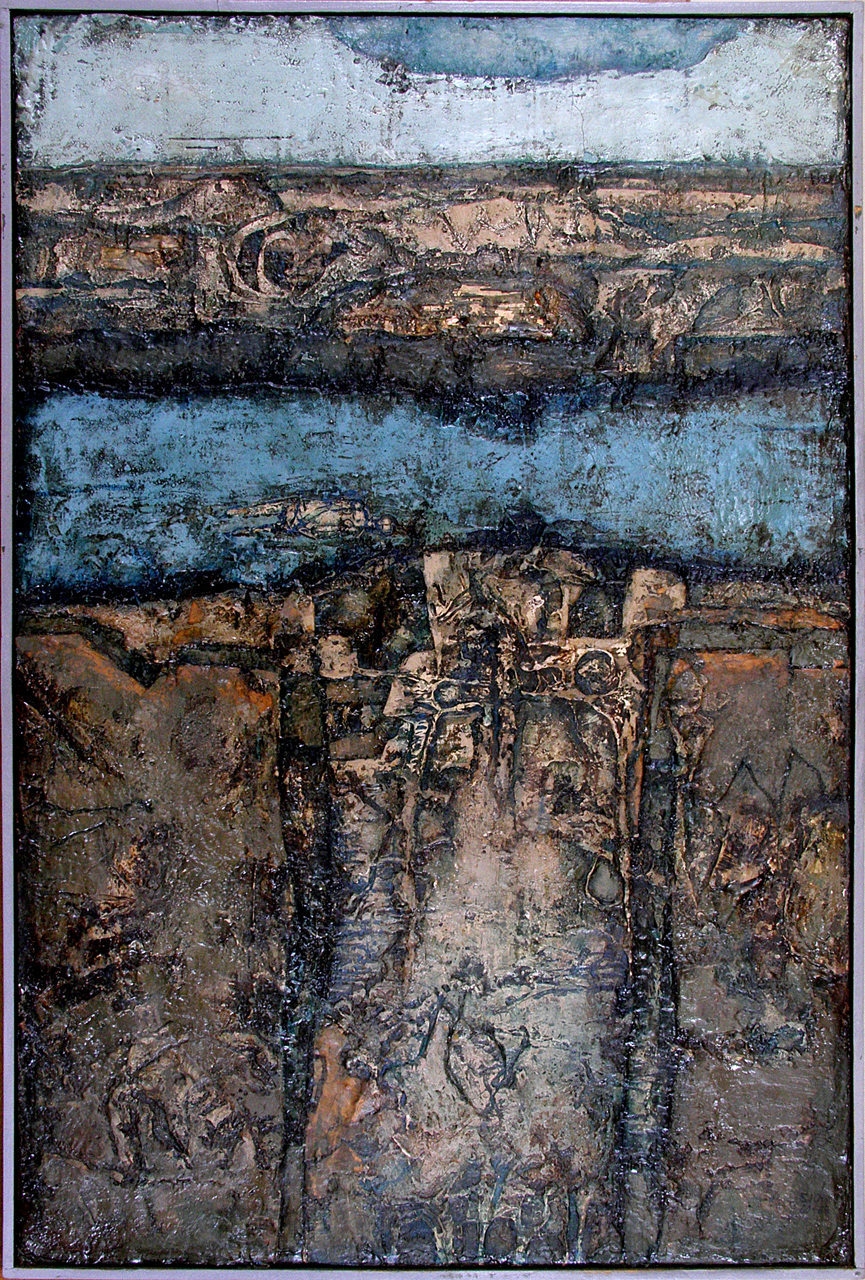
Zbyšek Sion, Řeka Styx, 1960-63

V posledním ročníku studia na Akademii (1963-64) v cyklu, v němž vedle dramaticky vrstvených materiálových struktur Sion využívá í lazurní vrstvy a vymývané plochy, tušové perokresby a šrafy a pracuje s jemnými, složitě se překrývajícími barevnými ploškami a fasetami (Apokalyptická kobylka I, II, III, 1963-66, AJG Hluboká, OG Liberec) již postupně opouští abstrakci. Tato dynamická mozaika předjímá jeho příští malířské postupy, které se vracejí k lidské figuře a směřují k fantaskní grotesce (Kuře uzurpátor, Švarný moloch, 1963–1965)
Na své první samostatné výstavě v roce 1966 v Ústí nad Orlicí se už Zbyšek Sion představil jako malíř přízračných monster a apokalyptických vizí (Pád věže, 1966, GMU Roudnice).

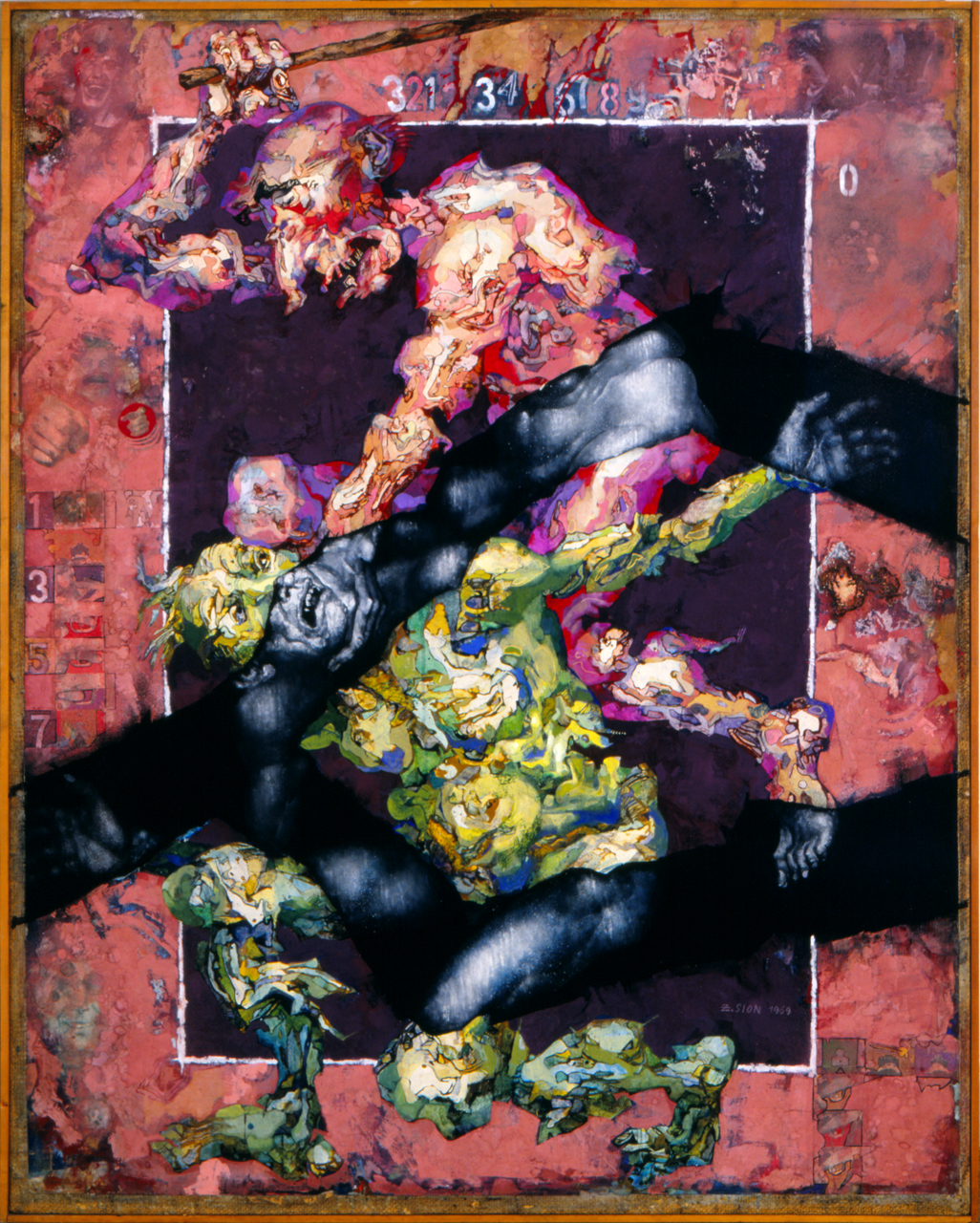
Zbyšek Sion, Situace (Jak vychovávat klackem), 1969

Po srpnové okupaci názvy cyklů Sionových obrazů zcela jednoznačně vypovídaly o pocitech autora (Proradný přítel, 1968, AJG, Nezvaný host, 1968, AJG, Situace, Jak vychovávat klackem, 1969, OGV, Štvanci, 1969, GMU Roudnice). Figury jsou obvykle plošné a budované s expresivní nadsázkou z množství barevných skvrn (Portrét slečny D, 1968).
V 70. letech se Sionova malba změnila v jakousi osobitou formu manýrismu. Ve svých obrazech cituje známá díla (Poslední snídaně v trávě, 1973) nebo odkazuje na díla starých mistrů (Sisyfos, 1975-76, s odkazem na Vélasqueze) a blíží se iluzivní realistické malbě. Jeho figury získávají objem a realistické detaily, prostor se perspektivně prohlubuje (Amora, 1974-75, NG, Zápasníci, 1976-77, GMU Roudnice). Bohatá a symboly přetížená obrazová dramata (Pečlivý zahradník, Skleník s tajnosnubnou Venuší) ukončují tuto periodu Sionovy malby.

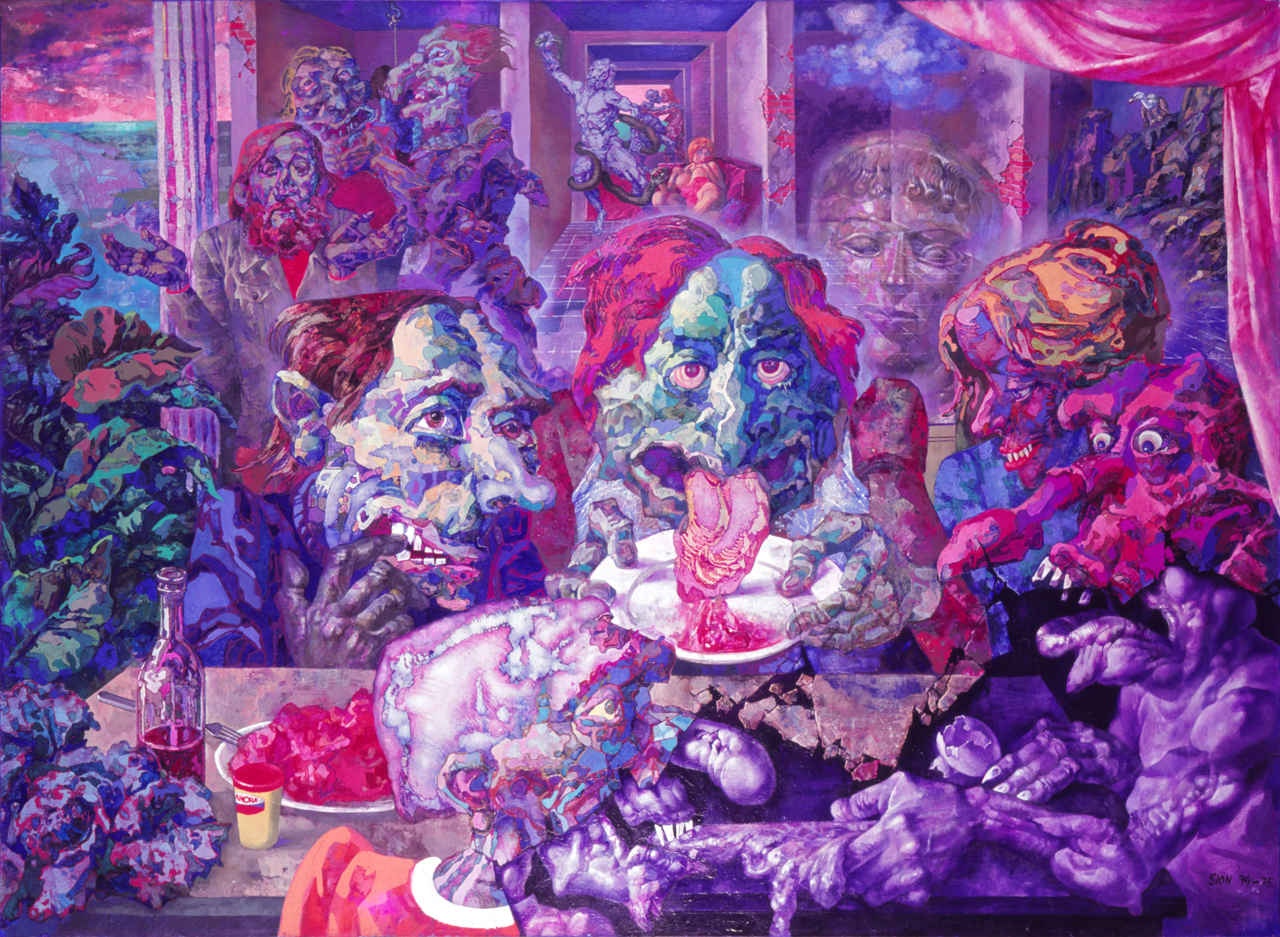
Zbyšek Sion, Amora (1974-75)

V osmdesátých letech se v Sionových obrazech stále častěji objevuje bezprostřední inspirace současným světem a transformovaná profánní realita má charakter nelítostných moralit (Tři grácie, 1980, Strhující finiš, 1980, Rekonstrukce hlavy, 1981, Bubliny, 1981-82).
V devadesátých letech se Sionův proces pozvolného oprošťování od příběhu v obrazu, od figur a hlav posunul ke krajinám (Něco v krajině, 1992) „Tato krajina je tím, co zbylo z přírody, končinou nesvolnou ani k tomu, aby se stala pohřebištěm toho, co zbylo z lidí“. Jiné krajiny jsou barevné a plné technických struktur a rastrů, ale v podstatě odlidštěnější a chladnější než rané existenciální varianty informelních krajin z cyklu Pod obzorem. Názvy napovídají, že Sion nachází témata v potenciálních hrozbách nové doby (Genetické akrobacie, 1987-88, Vesmírné hrátky - Genetické akrobacie II, 1993).
V obrazech po roce 2000 se jako nový prvek objevují abstraktní studie barevných struktur (Kompas, 2005, Mezery v trhlinách, 2008) a obrazy komponované jako dynamické rozvinutí objektu v prostoru (Roztančený maják, 2009). Malíř často spojuje vzájemně kontrastní obrazy do triptychů plných vnitřního napětí (Vzpomínka na Mikuláše Medka, 2003, Třípatrový obraz, 2008).

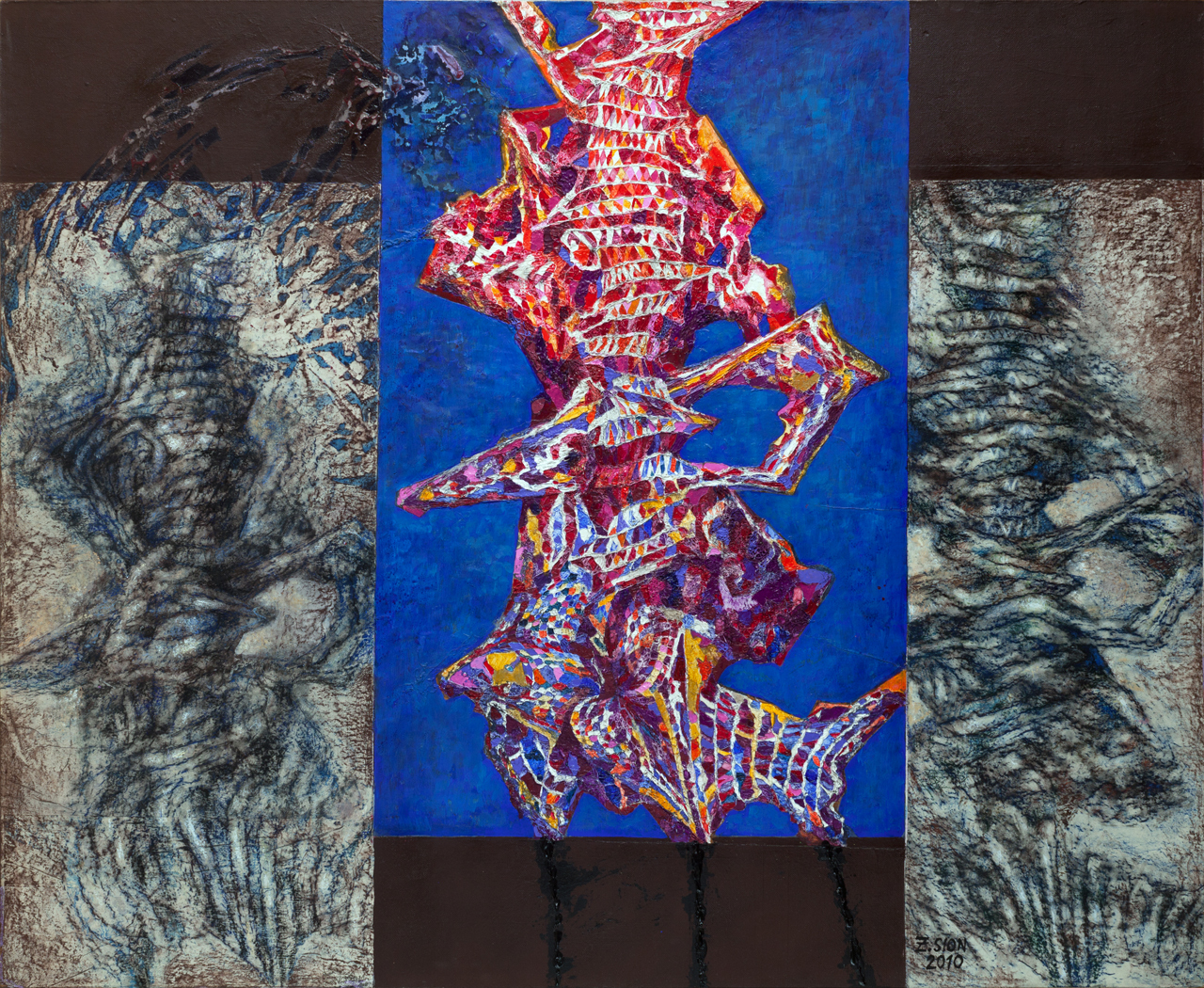
Zbyšek Sion, Morový sloup (2010)

Jako osobitý a originální přínos k současnému modernímu umění lze chápat Sionovy kombinace centrální abstraktní nebo figurální strukturované malby s autofrotážemi, které ji rámují a tvoří triptych v jednom obraze (Morový sloup, 2010, Diana na lovu třikrát, 2011). Sion má za to, že možnosti informelu nebyly zdaleka vyčerpány, pouze přestaly být kvůli historickým okolnostem hledány.
Podle Petra Nedomy, Zbyšek Sion ve svém díle trvale řeší etickou otázku, jak se má zachovat člověk, proti své vůli postavený do světa, s jehož realitou nebyl ochoten a snad ani schopen se ztotožnit. Klást naléhavé otázky a pravdivě na ně odpovídat mohl pouze ve svém díle, ve kterém skryté a potlačované obsese a úzkosti nahrávaly nerušeným proudům fantazijních, imaginativních projevů, jinotajným narážkám a bohaté metaforice a vytvoření vlastního komunikačního kódu.

### Zastoupení ve sbírkách
- Národní galerie Praha
- Moravská galerie v Brně
- Galerie moderního umění v Roudnici nad Labem
- Galerie hlavního města Prahy
- Oblastní galerie Vysočiny v Jihlavě
- Galerie Středočeského kraje
- Severočeská galerie výtvarného umění v Litoměřicích
- Galerie výtvarného umění v Chebu
- Galerie výtvarného umění v Ostravě
- Oblastní galerie Liberec
- Galerie moderního umění v Hradci Králové
- Horácká galerie v Novém Městě na Moravě
- Alšova jihočeská galerie v Hluboké nad Vltavou
- Galerie umění Karlovy Vary
- Galerie Benedikta Rejta v Lounech
- Městské muzeum a galerie Polička
- Galleria Arturo Schwarz, Milano
- Galerie Schüppenhauer, Kolín nad Rýnem
- Galerie Volkmann, Münster
- soukromé sbírky

### Výstavy

#### Autorské
- 1966 Zbyšek Sion: Obrazy, Ústí nad Orlicí
- 1967	Zbyšek Sion: Kresby, Divadlo Za branou, Praha
- 1967 Zbyšek Sion: Kresby, Oblastní galerie v Liberci
- 1984 připravovaná výstava v GMU Roudnice byly zakázána[10]
- 1988 Zbyšek Sion: Polička v díle ZS, Městské muzeum a galerie v Poličce
- 1990 Zbyšek Sion: kresby, kvaše, koláže, Městské muzeum a galerie v Poličce
- 1990 Zbyšek Sion, Galerie Benedikta Rejta, Louny
- 1993, 1995 Zbyšek Sion: kresby, Divadlo hudby, Ostrava, Galerie Gema, Praha
- 1993/94 Zbyšek Sion: Obrazy 1958 - 1993, Galerie moderního umění v Roudnici nad Labem, Dům umění Ostrava (plánovaná výstava v Galerii Václava Špály se neuskutečnila)
- 1994/95 Zbyšek Sion: Rané kresby, Galerie '60/´70, Praha
- 1996 Zbyšek Sion: Obrazy 1958 - 1996, Galerie Rudolfinum, Praha[11]
- 2000	Zbyšek Sion ve sbírce moderního umění poličské galerie, Městské muzeum a galerie v Poličce
- 2004 	Zbyšek Sion: Kresby z let 1955 - 1963, Galerie Ztichlá klika, Praha
- 2012 Zbyšek Sion, Nová tvorba, Galerie Nová síň, Praha[12], Brno Gallery, Galerie města Pardubic
- 2012/2013 Zbyšek Sion, Výstavní síň Sokolská 26, Ostrava[13]
- 2013 Zbyšek Sion, Centrum Bohuslava Martinů, Městské muzeum v Poličce[14]
- 2014 Zbyšek Sion, Galerie U mistra s palmou, Náchod
- 2018 Zbyšek Sion: Obrazy, Galerie Klenová, Klatovy[15][16]
- 2021 Zbyšek Sion: Výběr obrazů a kreseb z 60. a 70. let, Galerie moderního umění, Roudnice nad Labem[17][18]

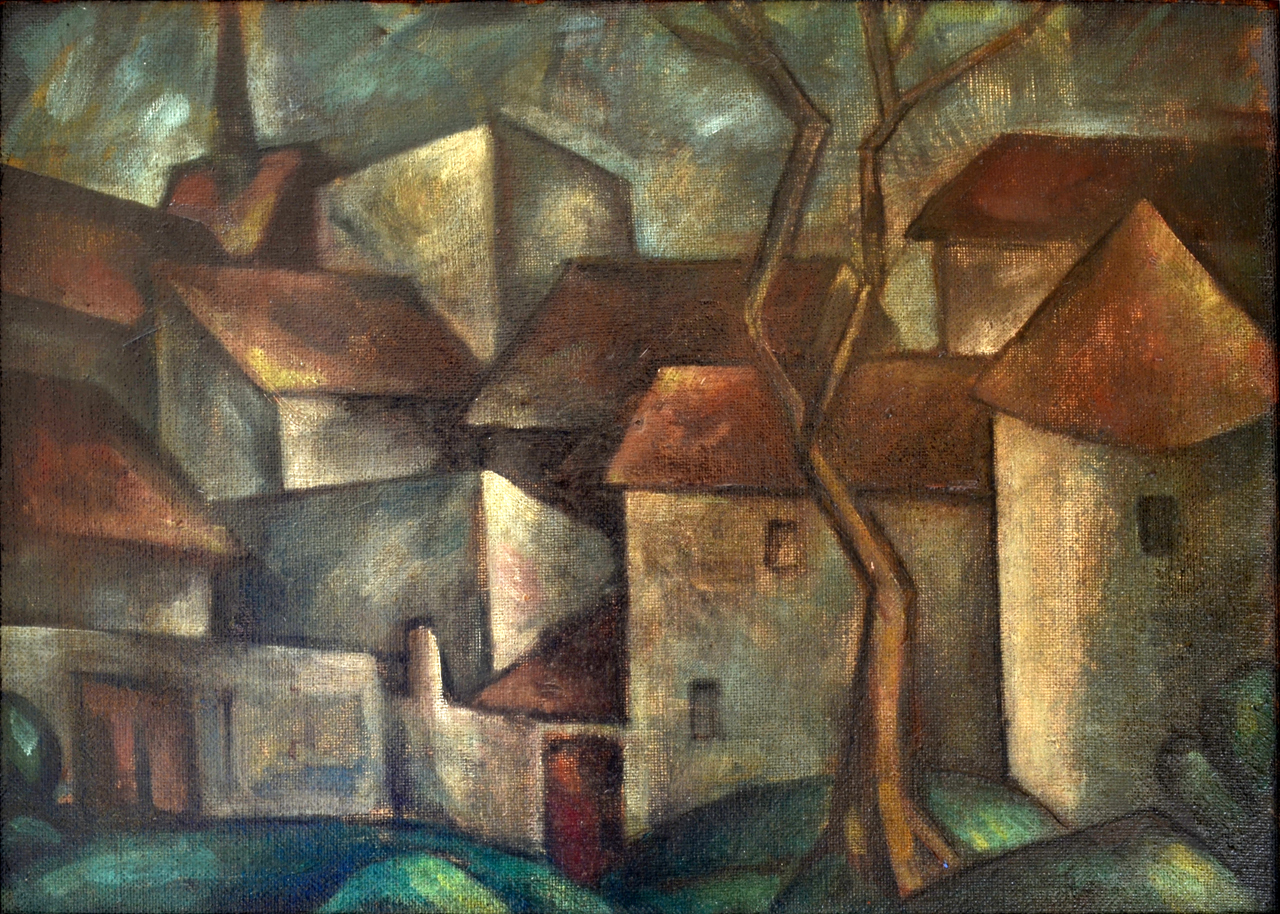
Zbyšek Sion, Polička (1958)
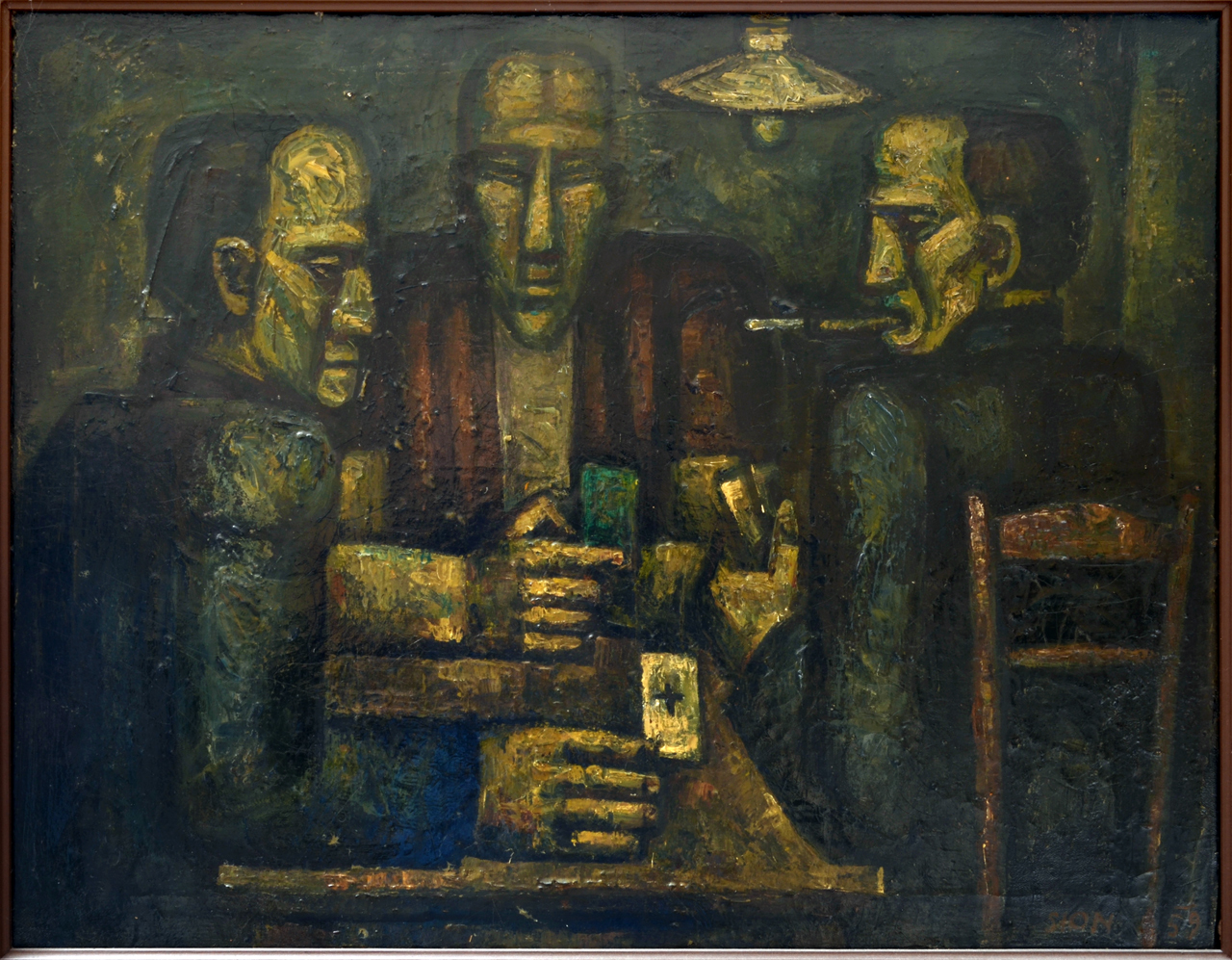
Zbyšek Sion, Hráči (1959)
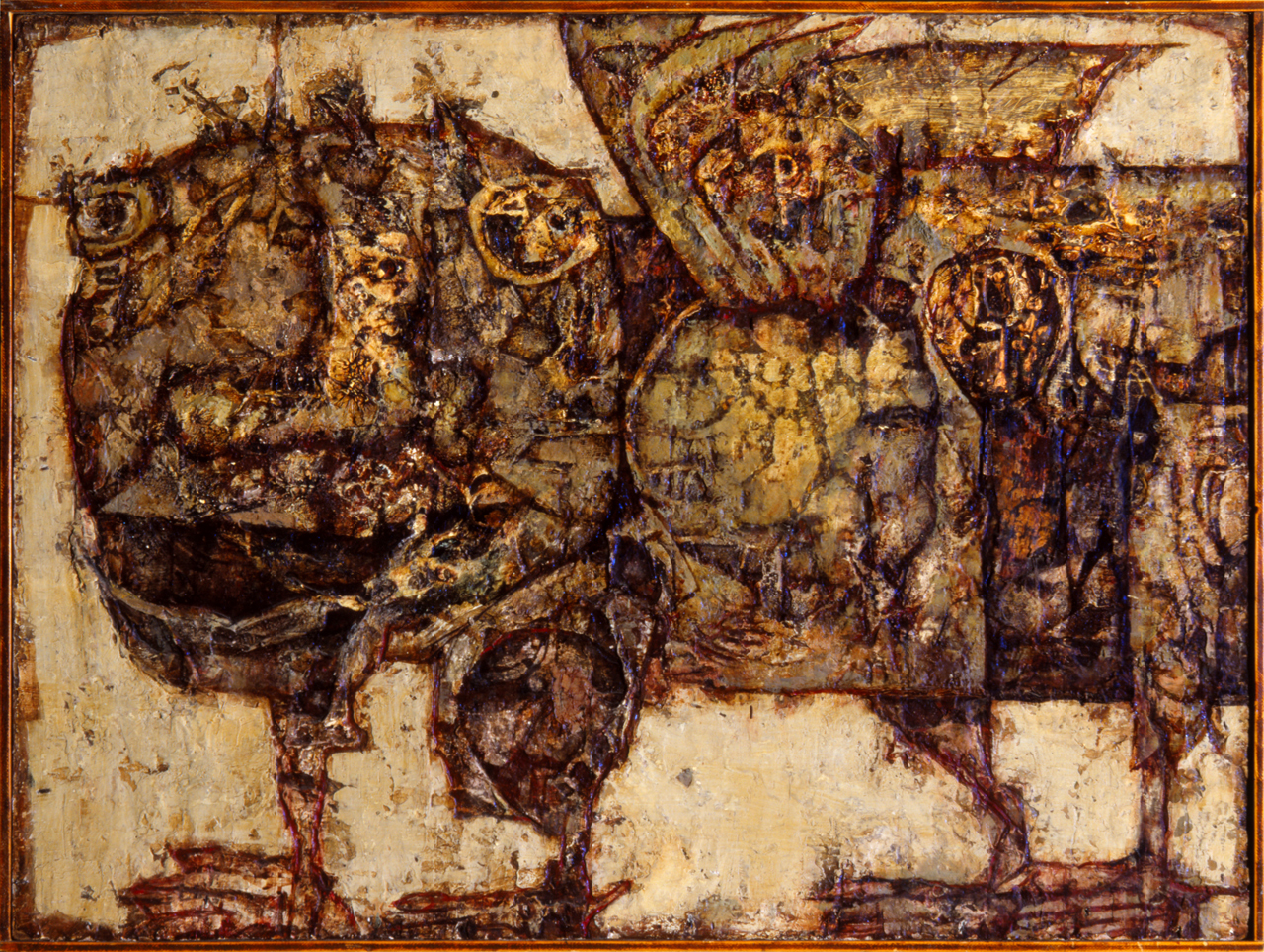
Zbyšek Sion, Apokalyptická kobylka I (1963)
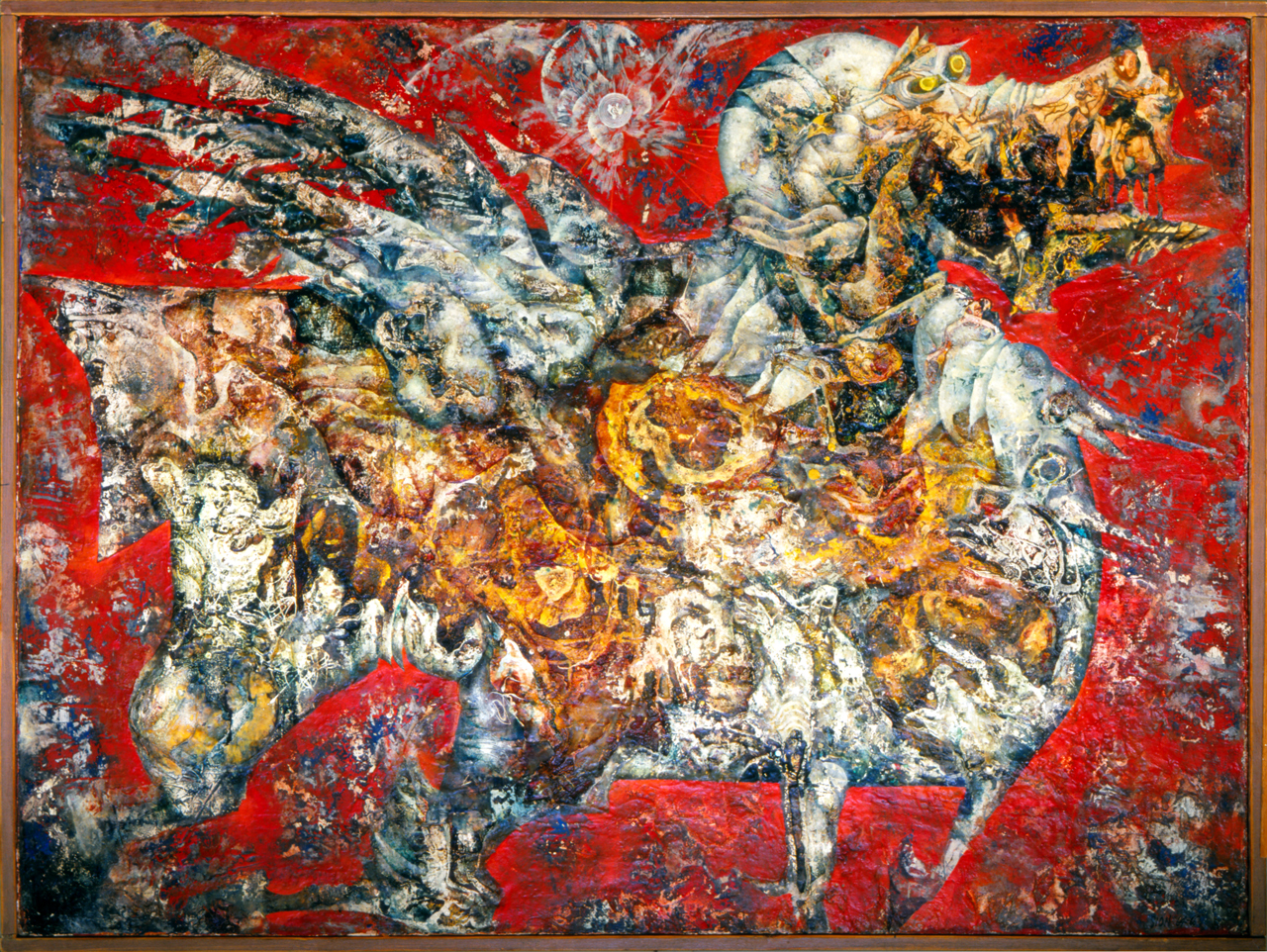
Zbyšek Sion, Apokalyptická kobylka II (1964-66)
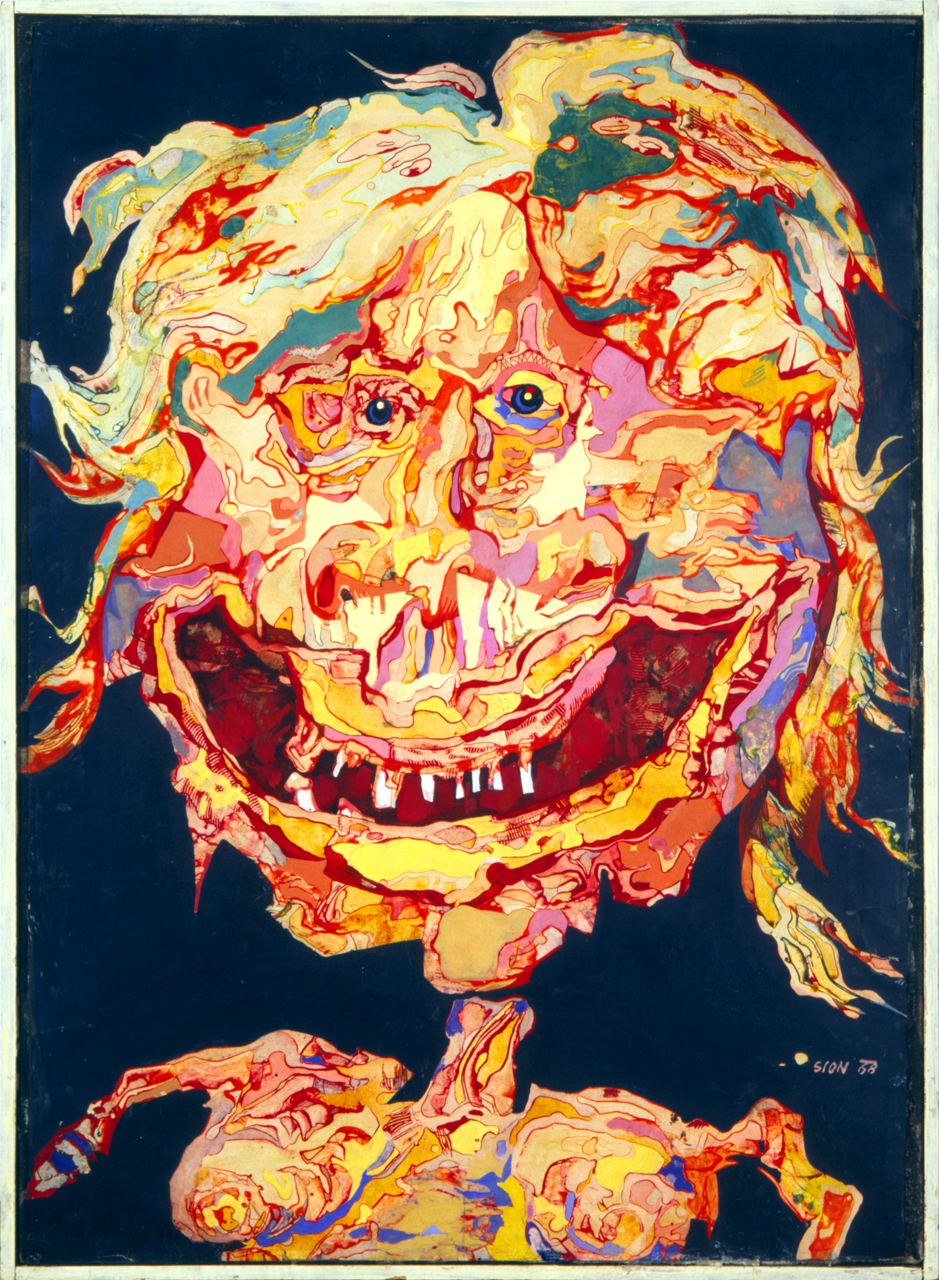
Zbyšek Sion, Portrét slečny D (1968)
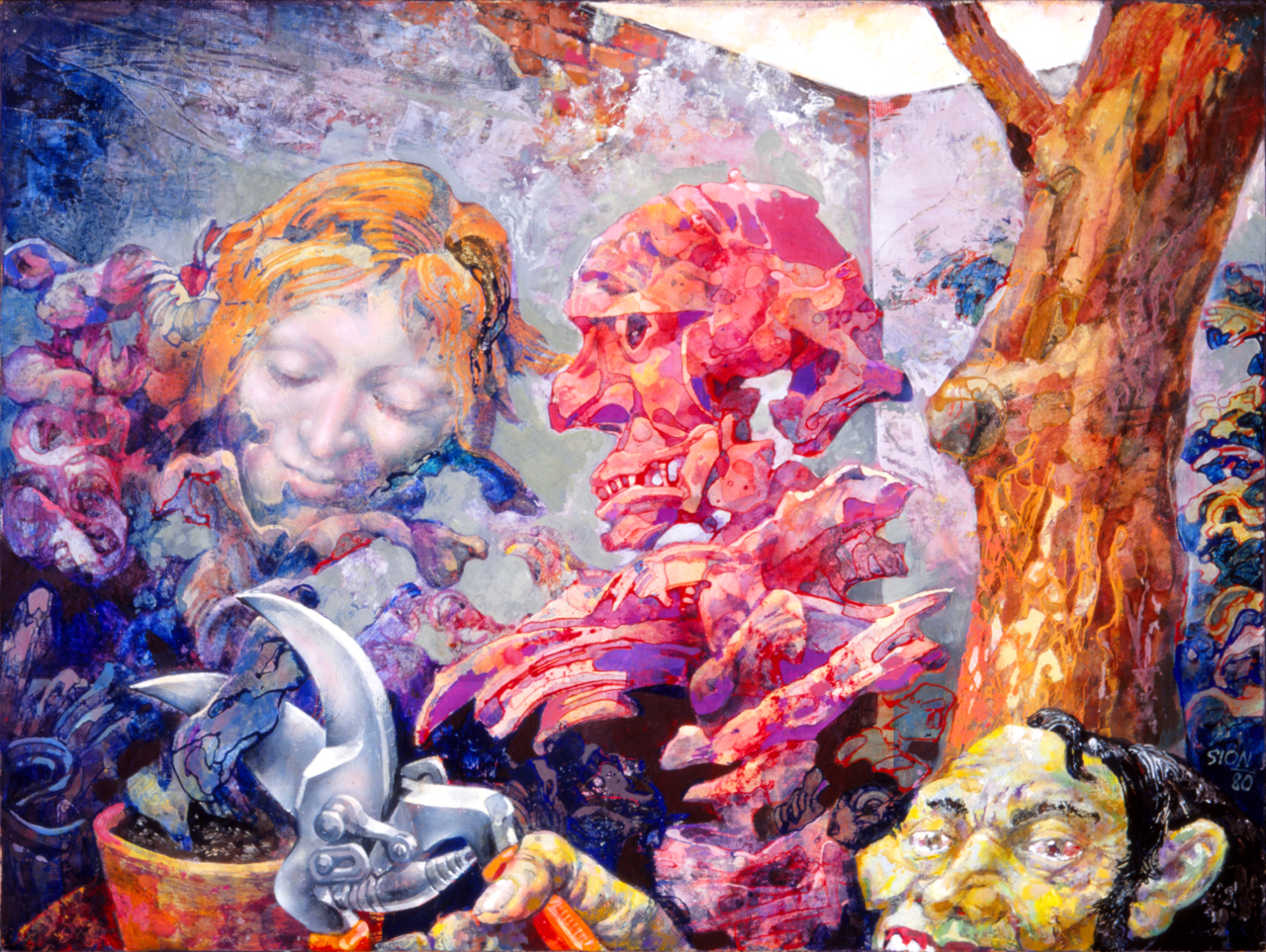
Zbyšek Sion, Zahradník (1980)
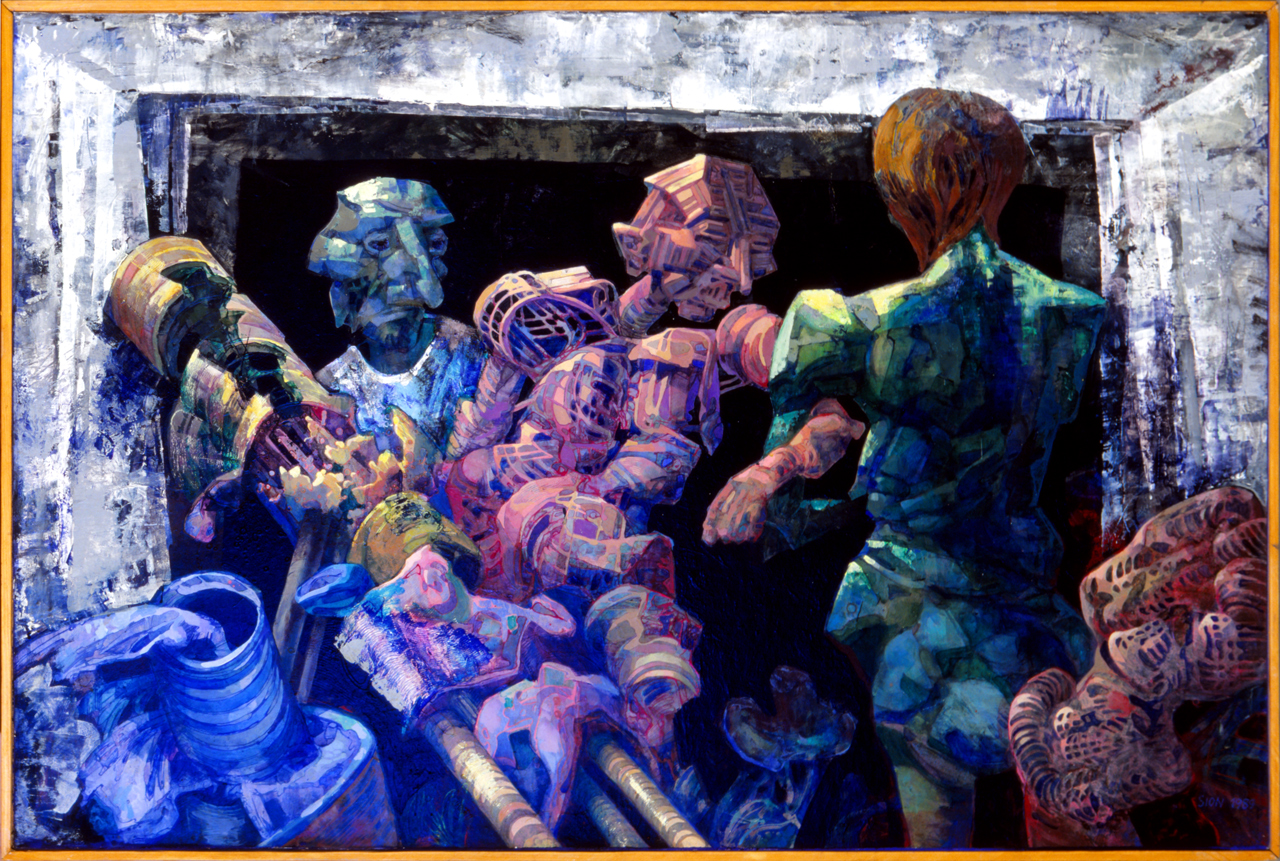
Zbyšek Sion, Odchod ze scény (1989-90)
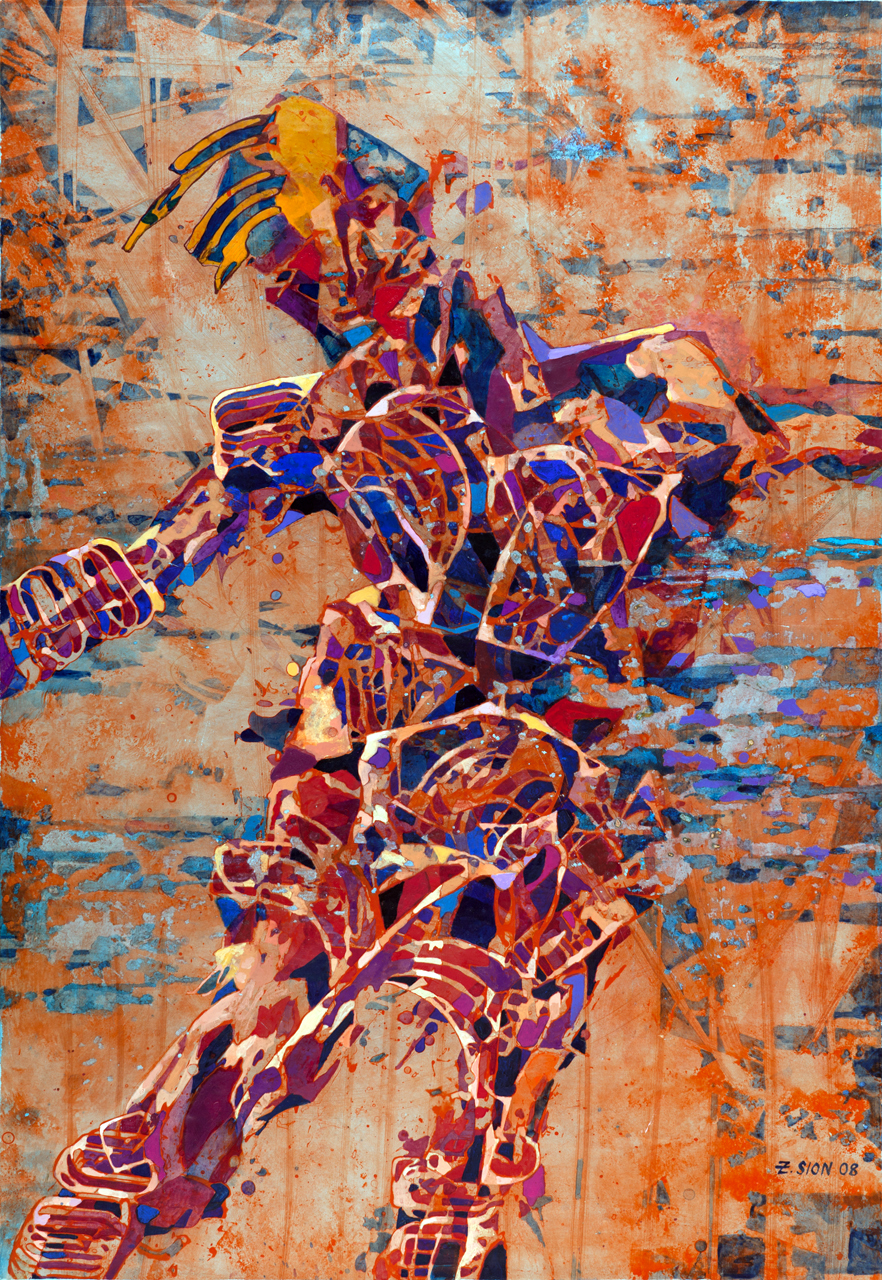
Zbyšek Sion, Bludička (2008)

#### Společné (výběr nejvýznamnějších)
- 1960 Konfrontace II, ateliér Aleše Veselého
- 1965 Výstava dvanácti, Divadlo za branou, Praha
- 1966 Celostátní výstava mladých, Dům umění Brno
- 1967 Mostra d'arte contemporanea cecoslovacca, Castello del Valentino, Turín
- 1967 Cinquiéme Biennale des Jeunes, Musée d'Art Moderne de la Ville de Paris
- 1967 Fantasijní aspekty současného českého umění, Oblastní galerie Vysočiny v Jihlavě, Galerie Václava Špály, Praha
- 1968 	Künstlergruppe „Arche“ mit 10 Malern aus Prag, Studio des Kunstkreises Hameln, Henslerhaus Dortmund
- 1968 Lignano Biennale I, Rassegna Internazionale d'arte contemporanea, Lignano
- 1968 Phases, une Internationale revolutionaire de l'Art Contemporain, Lille
- 1968 300 malířů, sochařů, grafiků 5 generací k 50 létům republiky, Praha
- 1969 Sept jeunes peintres tchécoslovaques, Galerie Lambert, Paříž
- 1969 Surrealismus in Europa - phantastische und visionäre Bereiche, Baukunst-Galerie, Kolín nad Rýnem
- 1969 Phases, Oblastní galerie Vysočiny v Jihlavě, Krajská galerie Hradec Králové, Dům umění města Brna
- 1969 II. pražský salón, Dům u Hybernů, Praha
- 1972 Phases, Varšava, Sopoty
- 1987 Surrealismi, Taideskus Retretti, Punkaharju, Finsko
- 1987 Grotesknost v českém výtvarném umění, Galerie hlavního města Prahy, Staroměstská radnice
- 1990 Dialog '90: Paris-Praha, Mánes, Praha
- 1991 Český informel. Průkopníci abstrakce z let 1957–1964, Staroměstská radnice Praha, Severočeská galerie v Litoměřicích
- 1991/92 K.Š. Křižovnická škola čistého humoru bez vtipu, Galerie moderního umění v Hradci Králové, Středočeská galerie, Praha, Galerie umění, Cheb, Dům umění, Ostrava, Kabinet grafiky, Olomouc
- 1992 Arte contemporanea ceca e slovacca 1950 - 1992, Palazzo del Broletto, Salone dell'arengo, Novara
- 1992 Situace 92, Mánes, Praha
- 1993/94 Záznam nejrozmanitějších faktorů… České malířství 2. poloviny 20. století ze sbírek státních galerií, Jízdárna Pražského hradu, Praha
- 1994 Ohniska znovuzrození, Městská knihovna, Praha
- 1996/97 Umění zastaveného času / Art when time stood still, Česká výtvarná scéna 1969–1985, Dům U Černé Matky Boží, Praha, Brno, Cheb
- 1997 České imaginativní umění, Galerie Rudolfinum, Praha
- 1998 České malířství napříč zemí a generacemi, Muzeum V Preclíka v Bechyni
- 1998 Podoby fantaskna v českém výtvarném umění 20. století, Alšova jihočeská galerie v Hluboké nad Vltavou
- 2000 Konec světa?/The End of the World?, NG Palác Kinských, Praha
- 2025 Podobenství, Galerie města Blanska

#### Katalogy a CD
- 2004 Zbyšek Sion: Práce na papíře 1955 - 1963, Galerie ztichlá klika, Praha
- 2000 Zbyšek Sion: Ve sbírce moderního umění poličské galerie, Městské muzeum a galerie Polička
- 1996 Zbyšek Sion: Obrazy 1958 - 1996, Gema Art Group, spol. s.r.o., Praha,
- 1994 Zbyšek Sion: Rané kresby, Galerie '60/´70, Praha,
- 1993 Zbyšek Sion: Obrazy 1958 - 1993, Galerie moderního umění v Roudnici nad Labem
- 1990 Zbyšek Sion, Městské muzeum a galerie Polička
- Zbyšek Sion: Švarná návštěva, 2003, Hůla Jiří, Sion Zbyšek, CD rom

#### Publikace
- Šmejkal František, Fantasijní aspekty současného českého umění, Oblastní galerie Vysočiny v Jihlavě, 1967
- Bénamou Geneviève, L'art aujourd´hui en Tchecoslovaquie, Geneviève Bénamou, Paříž, 1979
- Anděl Jaroslav a kol., Informel: Sborník symposia, 1991, sborník 71 s., Akademie výtvarných umění (archiv), Praha
- Nešlehová Mahulena, Český informel, Průkopníci abstrakce z let 1957–1964, 268 s., Galerie hlavního města Prahy, SGVU Litoměřice, 1991
- Pečinková Pavla, Contemporary Czech Painting, G+B Arts International Limited, East Roseville, 1993, s. 138-141
- Chalupecký Jindřich, Nové umění v Čechách, Nakladatelství a vydavatelství H&H, s.r.o., Jinočany, 1994
- Bregant Michal a kol., Ohniska znovuzrození (České umění 1956 - 1963), Galerie hlavního města Prahy 1994, ISBN 807010029X
- Šmejkal František, České imaginativní umění, Galerie Rudolfinum, Praha 1996
- Petr Nedoma, Antonín Hartmann: Zbyšek Sion, Obrazy 1958-1996, 124 s., Galerie Rudolfinum, Gema Art, Praha 1996, ISBN 80-9014-253-2
- Nešlehová Mahulena (ed), Poselství jiného výrazu: Pojetí informelu v českém umění 50. a první poloviny 60. let, 286 s., Artefact, Praha, Nakladatelství BASE, 1997, ISBN 80-902481-0-1 (BASE), 80-902160-0-5 (ARetFACT)
- Junek David, Konečný Stanislav, Dějiny města Poličky, Argo 2015, ISBN 9788025714577, s. 537, 546

#### Články
- Petr Wittlich, Barokní lekce, Výtvarné umění 1990, č. 6, s. 1–9.